# Esmael Mangudadatu
Esmael "Toto" Mangudadatu (Maguindanao, 15 augustus 1968), ook wel bekend als Ismael Mangudadatu, is een Filipijns politicus. Hij werd in 2010 gekozen tot gouverneur van de provincie Maguindanao. Daarvoor was hij drie jaar viceburgemeester van de gemeente Buluan. Eerder was hij van 2003 tot 2007 al burgemeester van die plaats.
Mangudadata kwam in november 2009 wereldwijd in het nieuws toen bij het meest gewelddadige incident in de aanloop naar de verkiezingen van 2010 57 mensen om het leven kwamen. Bij het bloedbad in Ampatuan in de zuidelijke provincie Maguindanao waren de slachtoffers, waaronder Mangudadatu's vrouw, twee zussen en enkele andere familieleden, in konvooi onderweg om hem in te schrijven voor de gouverneursverkiezingen, toen ze werden overvallen en vermoord. Naast de familie van Mangudadatu bevonden zich onder de slachtoffers zo'n 30 journalisten en diverse toevallige getuigen. Voor de moordpartij werden enkele leden van de rivaliserende familie Amputuan aangehouden en aangeklaagd. De hoofdverdachte was Andal Ampatuan jr., die net als Mangudadatu wilde meedoen aan de gouverneursverkiezingen. Ook zijn vader Andal Ampatuan sr. en broer Zaldy Ampatuan werden aangehouden voor betrokkenheid. Mangadadatu schreef zich kort na het bloedbad alsnog in als kandidaat voor het gouverneurschap en werd op 15 mei 2010 uitgeroepen tot winnaar van de verkiezingen.